# ردفان (لودر)

تعديل مصدري - تعديل

ردفان هي إحدى قرى عزلة زارة بمديرية لودر التابعة لمحافظة أبين، بلغ تعداد سكانها 60 نسمة حسب تعدادردفان، اليَمَن اليمن لعام 2004.